# Esther Huillard
Pour les articles homonymes, voir Huillard (homonymie).
Esther Huillard est une artiste peintre française, née le 26 janvier 1855 à Sedan et morte le 1er juillet 1928 à Paris.

## Biographie
Née Jeanne Marie Irène Esther Girard, elle épouse en 1874 à Paris, Charles Paul Georges Huillard (1851-1925), journaliste au Gaulois, et prend le nom d'Esther Huillard pour signer ses œuvres. Le couple a un fils, Lucien Léon Maurice Huillard (1876-1952), qui sera officier dans l'armée française et chevalier de la Légion d'honneur (1916).
Élève de Jules Machard, elle compose des portraits, des scènes mythologiques et de genre. Elle pratique l'huile sur toile et le pastel.
Durant l'automne 1892, elle se rend à Stowe House, la résidence du comte de Paris en exil, pour réaliser un portrait en pied d'Hélène d'Orléans. Il semble que son mari, Georges Huillard, par le biais d'Arthur Meyer, patron du Gaulois et très lié à celui que l'on surnommait alors « le prince Gamelle », y soit pour quelque chose[réf. nécessaire].
Sociétaire de l'Union des femmes peintres et sculpteurs de 1888 à 1924, elle reçoit le premier prix du Salon de l'Union en 1895, et en assure la quatrième Présidence de 1904 à 1906, à la suite de la « crise » survenue entre Virginie Demont-Breton et la duchesse d'Uzès.
En 1897, elle expose au Salon Convalescence.
En 1899, elle est nommée officier de l'Instruction publique.
En 1902, elle rejoint le groupe des XII à la Bodinière, avec ses « figures traitées en fantaisie qui ont en plus un discret parfum de symbolisme ».
Au Salon de 1906, elle propose le portrait de Mme la marquise de Terrier-Sandrans.
Son atelier parisien se trouve rue Eugène-Flachat, puis elle emménage à Neuilly-sur-Seine.
Elle meurt à la maison de retraite de la Providence, au 77 de la rue des Martyrs, à l'âge de 73 ans. Elle est inhumée le 4 juillet 1928 au cimetière du Père-Lachaise.

## Œuvres répertoriées
- Fonds du Centre national des arts plastiques[13] :
  - Jeune Femme [Fille ?] en blanc[14], avant 1890, musée municipal d'art et d'histoire de Draguignan
  - La Femme au masque, pastel sur toile, vers 1903, Petit Palais, musée des Beaux-Arts de la ville de Paris[15]
  - Étude, avant 1908, non localisé.

## Galerie

Œuvres d'Esther Huillard
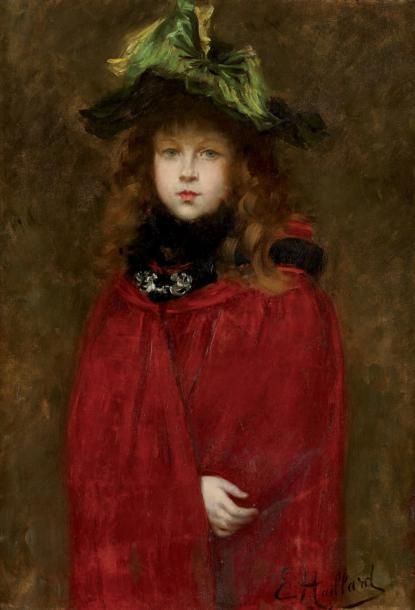
Portrait de Julie Reynolde Jalla, huile sur toile, avant 1900.
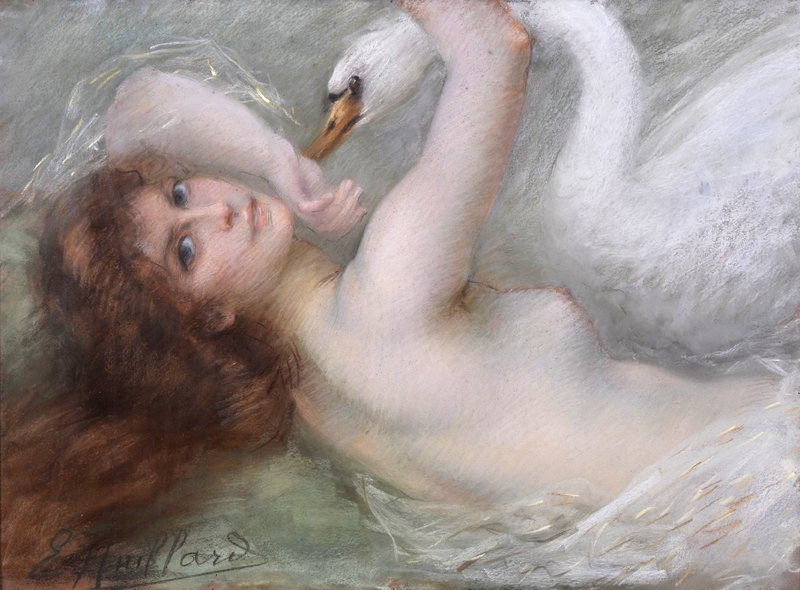
Léda et le cygne, pastel, non daté.